# Arenga caudata
Arenga caudata är en enhjärtbladig växtart som först beskrevs av João de Loureiro, och fick sitt nu gällande namn av Harold Emery Moore. Arenga caudata ingår i släktet Arenga och familjen Arecaceae. Inga underarter finns listade i Catalogue of Life.

## Bildgalleri

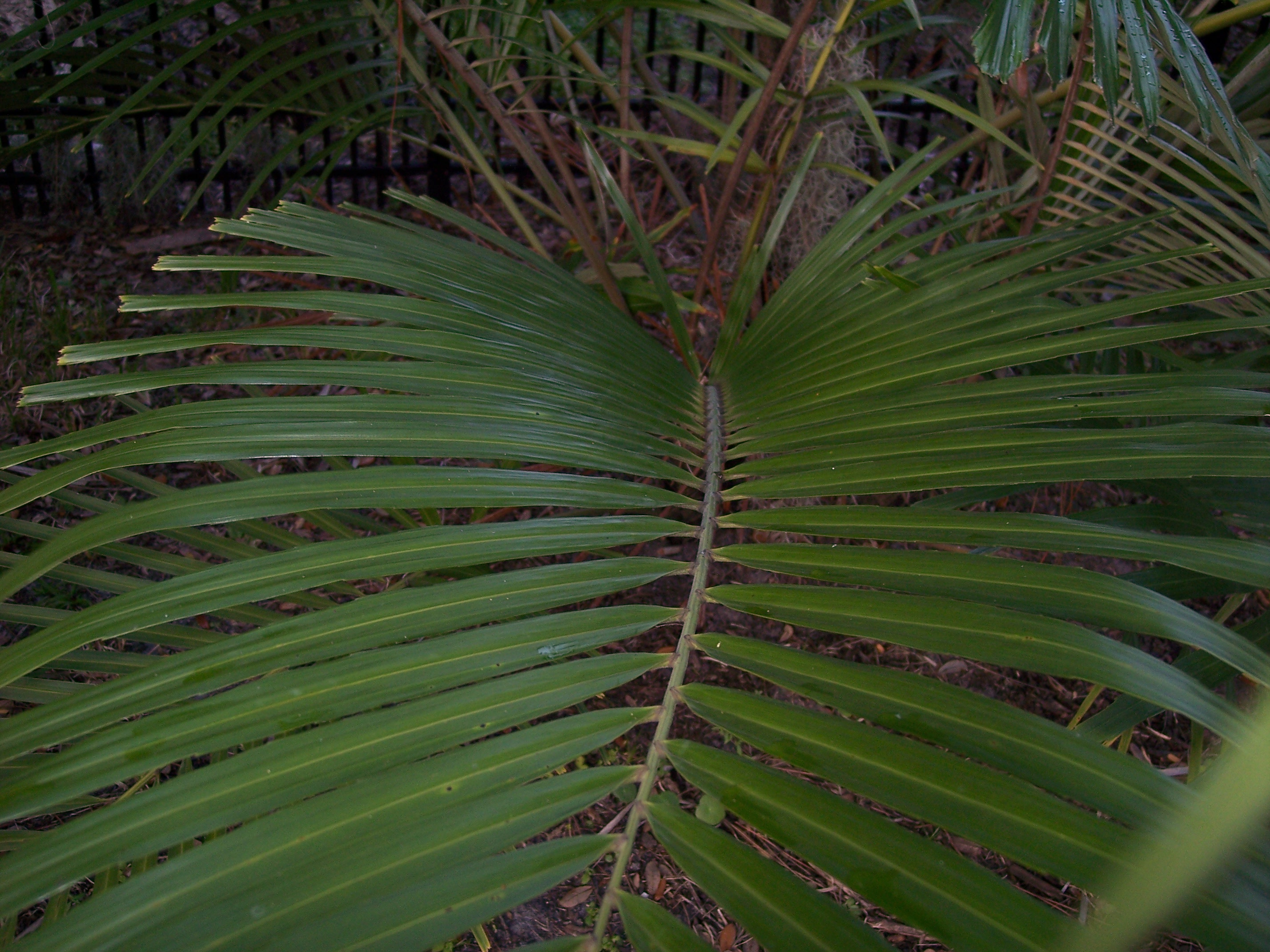
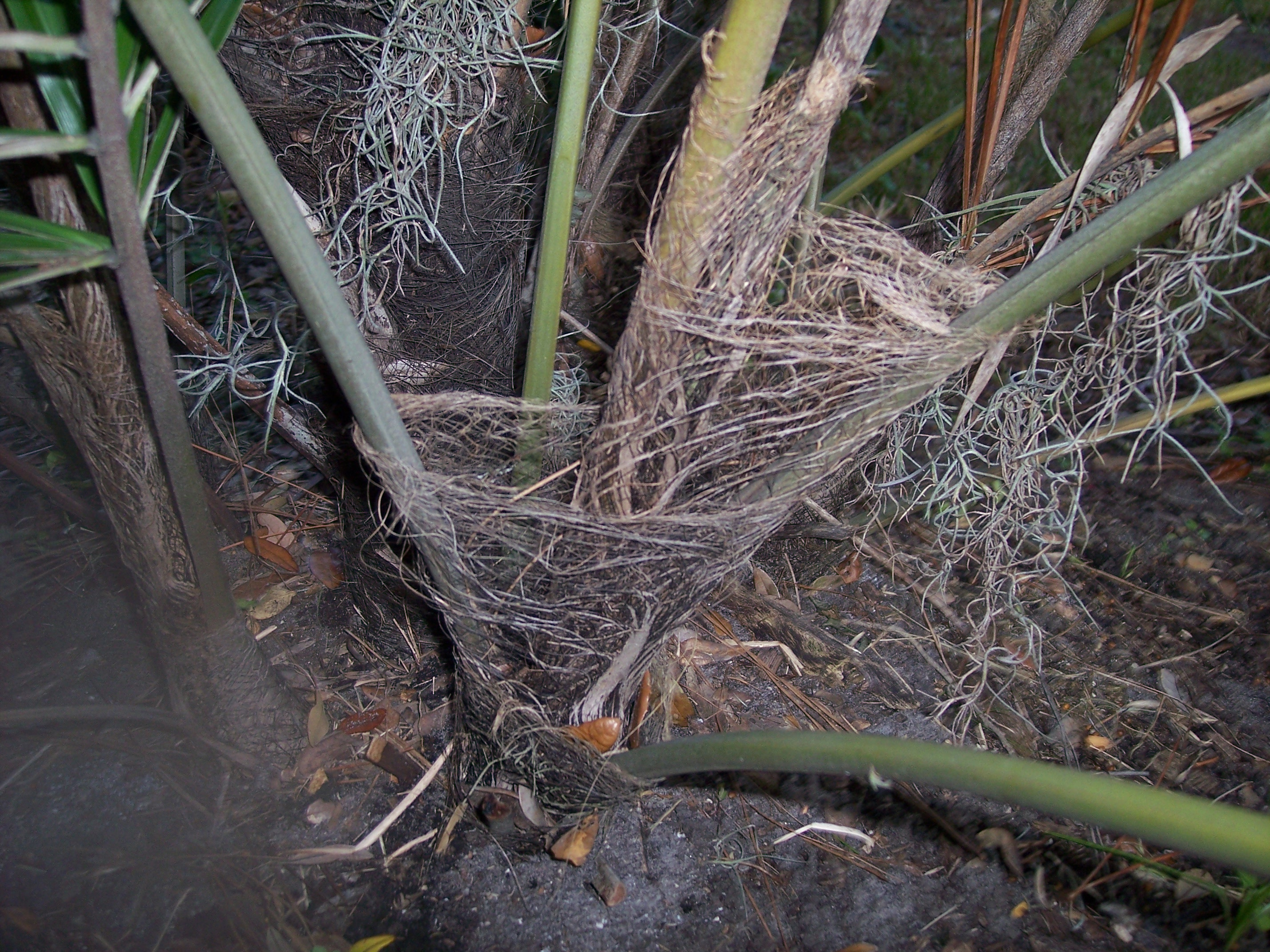